# 1155 Аенна
1155 Аенна (1928 BD, 1928 FU, 1941 UZ, 1982 DR6, 1155 Aënna) — астероїд головного поясу, відкритий 26 січня 1928 року.
Тіссеранів параметр щодо Юпітера — 3,459.